# Diana Romagnoli
Pour les articles homonymes, voir Romagnoli.
Diana Romagnoli-Takouk, née le 14 février 1977 à Männedorf, près de Zurich, est une escrimeuse suisse pratiquant l'épée.
Elle a été, en l'espace de deux ans, entre novembre 1999 et novembre 2001, successivement vice-championne du monde en individuel, puis championne d'Europe, vice-championne olympique et vice-championne du monde par équipes en compagnie de Gianna Hablützel-Bürki et Sophie Lamon. Elle prit la douzième place de l'épreuve individuelle durant ces Jeux olympiques.

## Palmarès
- Jeux olympiques
  -  Médaille d'argent par équipes aux Jeux olympiques de 2000 à Sydney

- Championnats du monde d'escrime
  -  Médaille d'argent aux championnats du monde d'escrime 1999 à Séoul
  -  Médaille d'argent par équipes aux championnats du monde d'escrime 2001 à Nîmes

- Championnats d'Europe d'escrime
  -  Médaille d'or par équipes aux championnats d'Europe d'escrime 2000 à Funchal